# Französisch-britische Union
Die französisch-britische Union war ein nie verwirklichtes Projekt zur Errichtung einer Föderation zwischen dem Vereinigten Königreich und Frankreich bzw. gar zur Vereinigung beider Staaten, das im 20. Jahrhundert zweimal vorgeschlagen wurde: 1940 von britischer und 1956 von französischer Seite.

## Vorgeschichte
Bezüglich der Verbindung Frankreichs und des Vereinigten Königreichs ist als Vorgeschichte interessant, dass die englischen bzw. später britischen Könige rund 500 Jahre (von ca. 1340 bis 1802) Anspruch auf den französischen Thron erhoben und alle Könige in dieser Zeit auch den Titel König/Königin von Frankreich (engl. King/Queen of France) trugen. Begründet liegt dies im Anspruch des Hauses Lancaster, das von den Normannen abstammte, auf den französischen Thron, den die Engländer im Hundertjährigen Krieg (1339–1453) vergeblich durchzusetzen versuchten (Damals war Französisch auch die übliche Sprache des Königshauses und des Adels in England). Erst im Gefolge der Französischen Revolution sowie des Act of Union 1800 verzichtete der britische König Georg III. aus dem norddeutschen Adelsgeschlecht Hannover im Vertrag von Amiens 1802 de jure auf den französischen Thron.

## Hintergrund: Die historischen Beziehungen zwischen Frankreich und dem Vereinigten Königreich
Seit der großen Auseinandersetzung im Hundertjährigen Krieg galten Frankreich und England, dann Großbritannien und dann das Vereinigte Königreich als „natürliche Feinde“ im Konzert der europäischen Großmächte. Sie standen sich im Spanischen Erbfolgekrieg und im Siebenjährigen Krieg ebenso gegenüber wie in den Koalitionskriegen, als Napoléon Bonaparte vergeblich versuchte, die britische „Inselfestung“ mittels Kontinentalsperre einzunehmen. Erst mit der Unterzeichnung der gegen die Bestrebungen des Deutschen Kaiserreiches gerichteten entente cordiale (frz. herzliche Übereinkunft) im Jahre 1904 verbesserten sich die Beziehungen beider Länder und in beiden Weltkriegen waren sie Verbündete. Jedoch blieben nach dem Scheitern der unten näher beschriebenen Unionsbestrebungen die Beziehungen recht unterkühlt, was sich zuletzt an der Kontroverse über den Irak-Krieg gezeigt hat. Oftmals werden als Gründe hierfür die Mentalitätsunterschiede zwischen beiden Ländern angeführt:
- Konstitutionelle Monarchie mit starker Betonung von gesellschaftlichen Rangunterschieden und Traditionen
- Philosophische Tradition des Empirismus (Thomas Hobbes, John Locke)
- Kapitalistische und wirtschaftsliberale Ideen (vgl. in den 1980er Jahren auch Thatcherismus)
- Neigung zur engen außenpolitischen Zusammenarbeit mit den Vereinigten Staaten aufgrund gemeinsamer Sprache, Geschichte und Werte („Atlantiker“)

versus
- Republik nach den Idealen der Französischen Revolution (Liberté, Egalité, Fraternité)
- Starke Betonung von sozialer Gerechtigkeit, hoher Einfluss der Gewerkschaften, oft grundsätzliche Kritik am Kapitalismus
- Neigung zum Rationalismus, z. B. zu zentraler Planung (René Descartes, Voltaire)
- Wille zu einer eigenständigen Außenpolitik mit deutlicher Abgrenzung zu den Vereinigten Staaten (vgl. z. B. militärischer Rückzug aus dem Verteidigungsbündnis NATO durch Präsident de Gaulle 1966)

Auch wenn diese Charakterisierungen heute häufig nicht mehr zutreffen, werden sie doch oft noch als Gründe dafür genannt, warum das Verhältnis beider Länder im Gegensatz zu dem der ehemaligen Kriegsgegner Deutschland und Frankreich offiziell zwar freundschaftlich, auf der Ebene der Bevölkerung aber oft von Vorurteilen belastet ist. So gelten die Briten (les rosbifs) den Franzosen als schmutzig und primitiv, die Franzosen (the frogs) den Briten als faul und unzuverlässig. Seit der Eröffnung des Eurotunnels im Jahr 1994 allerdings haben viele Briten ihre Vorliebe für Frankreich als relativ günstiges Einkaufs- und Reiseland entdeckt, was zu einem positiveren Image des jeweiligen Nachbarn führte.

## Ansätze im 20. Jahrhundert

### Britischer Vorstoß von 1940
Nach dem deutsch-französischen Waffenstillstand im Juni 1940 schlug der britische Premierminister Winston Churchill eine Union zwischen Frankreich und dem Vereinigten Königreich vor. Die beiden Regierungen sollten eine französisch-britische Union (Franco-British Union) deklarieren. Vorgesehen waren gemeinsame Institutionen für Verteidigung, Außenpolitik, Finanzen und Wirtschaft sowie ein gemeinsamer Staatshaushalt. Während des Krieges sollte ein Kabinett regieren, dieses sollte das Oberkommando über die gemeinsamen Streitkräfte haben. Die beiden Parlamente sollten sich zusammenschließen, der Regierungssitz sollte am bestmöglichen Platz sein.
Britische Motive waren 1940:
- die Furcht vor einer Kollaboration der Franzosen mit dem Dritten Reich sowie
- der beginnende Luftkrieg über dem Vereinigten Königreich

Churchill erhoffte sich, durch eine Union mit Frankreich die vor dem Waffenstillstand verbündeten Franzosen „bei der Stange halten“ zu können. Während die mit dem Dritten Reich kollaborierende nationalistische Fraktion um Marschall Pétain das Angebot ablehnte, war Charles de Gaulle im Londoner Exil dieser Idee ebenfalls zugeneigt und konnte auch Premierminister Paul Reynaud gewinnen, der sich jedoch nicht an der Regierung halten konnte und von Pétain abgelöst wurde.
Nach Kriegsende unternahm 11 Jahre lang keine der Seiten etwas in diese Richtung, und sowohl Churchill als auch de Gaulle verloren bald nach Kriegsende ihre Machtposition.

### Französischer Vorstoß von 1956
Der französische Premierminister Guy Mollet machte 1956 während der Suezkrise in London den Versuch, den Briten den Anschluss Frankreichs an das Vereinigte Königreich schmackhaft zu machen. Die Pariser Diplomaten hatten hierzu als gemeinsamen Namen Frangleterre (France = Frankreich; Angleterre = England) vorgeschlagen. Diesmal lehnten die Briten ab. Tatsächlich räumten die Beamten des Außenministeriums dieser mariage cordiale keinerlei Realisierungschancen ein. Der Vorfall kam erst 2006 durch Aktenstudien im Vereinigten Königreich zum Vorschein, offensichtlich gibt es in Frankreich hierzu keine Unterlagen mehr. Alternativ wollte Frankreich dem Commonwealth of Nations beitreten. Grundlage war eine gemeinsame Staatsbürgerschaft sowie Elisabeth II. als gemeinsames Staatsoberhaupt. Auch das wurde abgelehnt.
Französische Motive waren 1956 (siehe Quellen):
- die schwierige wirtschaftliche Nachkriegssituation in Frankreich, insbesondere im Gegensatz zur neugegründeten Bundesrepublik
- die angespannte Situation in den nordafrikanischen Kolonien, seit Nasser die Unabhängigkeitsbewegung in Algerien unterstützte
- Spannungen zwischen Jordanien und Israel mit den Briten als Verbündete Jordaniens und den Franzosen als Verbündete Israels hätten zu einem Konflikt zwischen beiden Ländern führen können. Letztlich aber agierten das Vereinigte Königreich, Frankreich und Israel im Suezkrieg 1956 gemeinsam gegen Ägypten.

Frankreich ging nach der britischen Ablehnung kaum ein Jahr später mit den früheren Feinden (Deutschland und Italien) die Europäische Wirtschaftsgemeinschaft ein (was später in die EU mündete). Es war schließlich de Gaulle, der sich in seiner Amtszeit als Staatspräsident (1958–1969) für die Aussöhnung mit Deutschland (Élysée-Vertrag 1963) und ein Europa der Nationen ohne britische Beteiligung (zweifaches Veto gegen den Beitritt der Briten zur EWG) aussprach.